# Cantón Villaflor
Cantón Villaflor är en ort i Mexiko.   Den ligger i kommunen Tapachula och delstaten Chiapas, i den sydöstra delen av landet, 900 km sydost om huvudstaden Mexico City. Cantón Villaflor ligger 244 meter över havet och antalet invånare är 1 046.
Terrängen runt Cantón Villaflor är huvudsakligen kuperad, men norrut är den bergig. Runt Cantón Villaflor är det ganska tätbefolkat, med 207 invånare per kvadratkilometer. Närmaste större samhälle är Huixtla, 12,5 km väster om Cantón Villaflor. I omgivningarna runt Cantón Villaflor växer i huvudsak städsegrön lövskog.